# Казоли (Кјети)
Казоли (итал. Casoli) је насеље у Италији у округу Кјети, региону Абруцо.
Према процени из 2011. у насељу је живело 2466 становника. Насеље се налази на надморској висини од 348 м.

## Становништво
Према резултатима пописа становништва 2011. у општини је живело 5.847 становника.
| 1936. | 1951. | 1961. | 1971. | 1981. | 1991. | 2001. | 2011. |
| ----- | ----- | ----- | ----- | ----- | ----- | ----- | ----- |
| 8.319 | 8.134 | 7.377 | 6.324 | 6.174 | 6.116 | 5.971 | 5.847 |

## Партнерски градови
- City of Canning